# Tapinoma pallipes
Tapinoma pallipes é uma espécie de formiga do gênero Tapinoma.